# Gravlax
Le gravlax (du suédois gravlax, « saumon séché » ou « saumon enterré ») est une spécialité culinaire des cuisines traditionnelles nordiques, à base de filets de saumon cru longuement marinés, macérés, et séchés avec du sel, du sucre, du poivre et de l'aneth.

## Étymologie
Le mot gravlax (« saumon enterré ») est issu du mot scandinave gräva/grave (« creuser », qui prend le sens moderne de conserver par salaison ou séchage) et lax/laks, « saumon ». Le mot grav se rapproche du proto-germanique *grabą, *grabō (« trou dans le sol, fossé, tranchée, tombe ») et de la racine indo-européenne *ghrebh-, « creuser, gratter, griffer ».

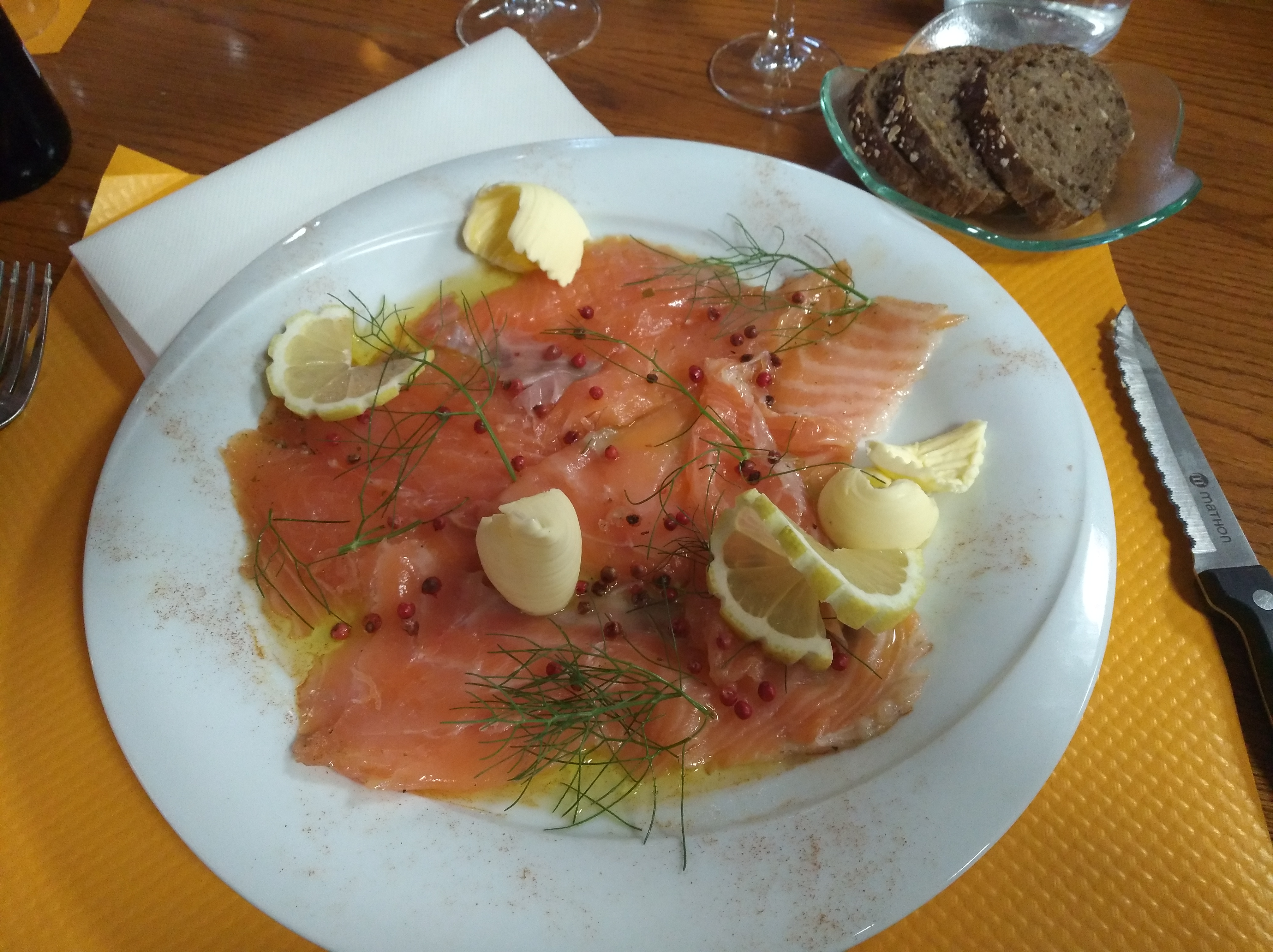
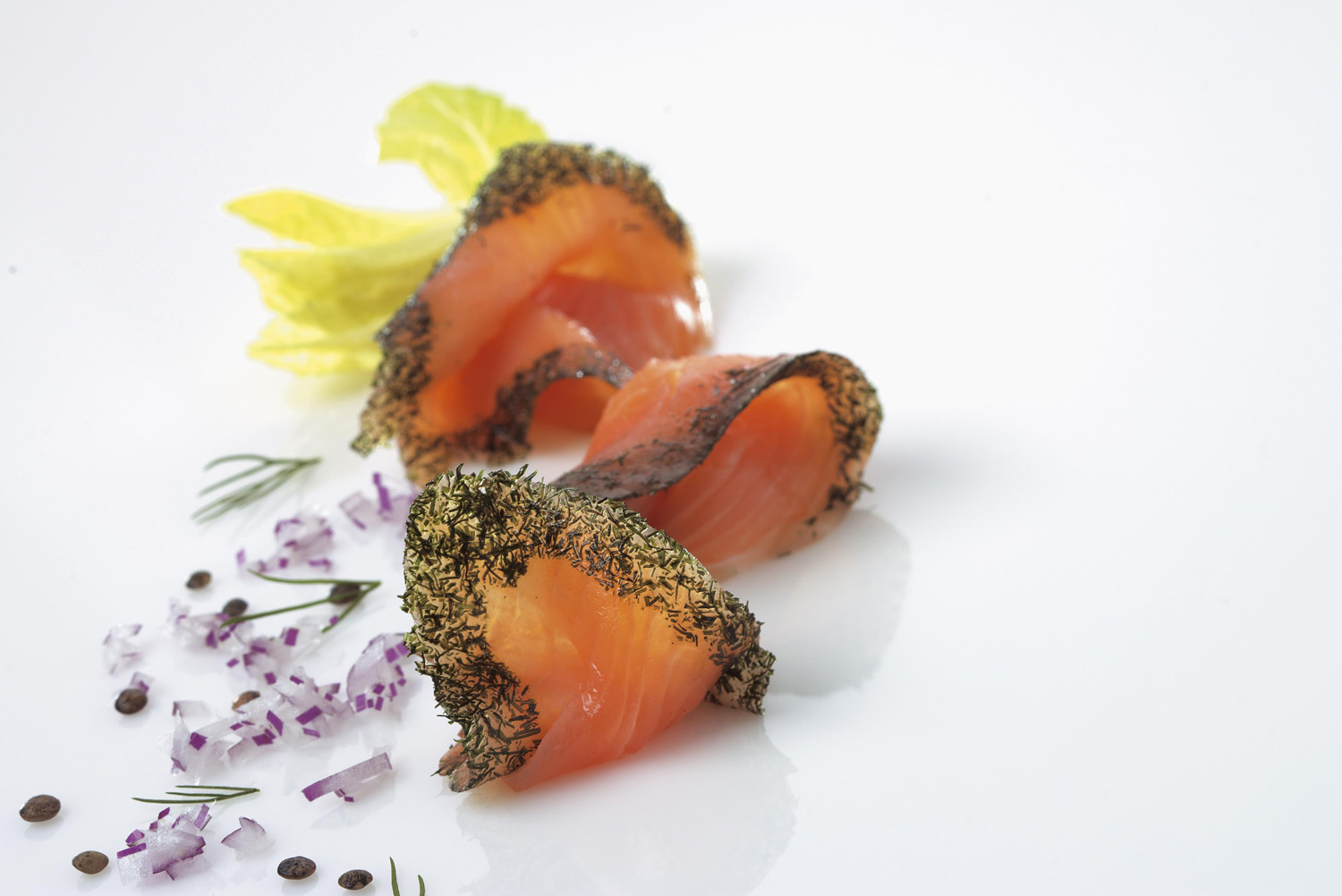

## Histoire

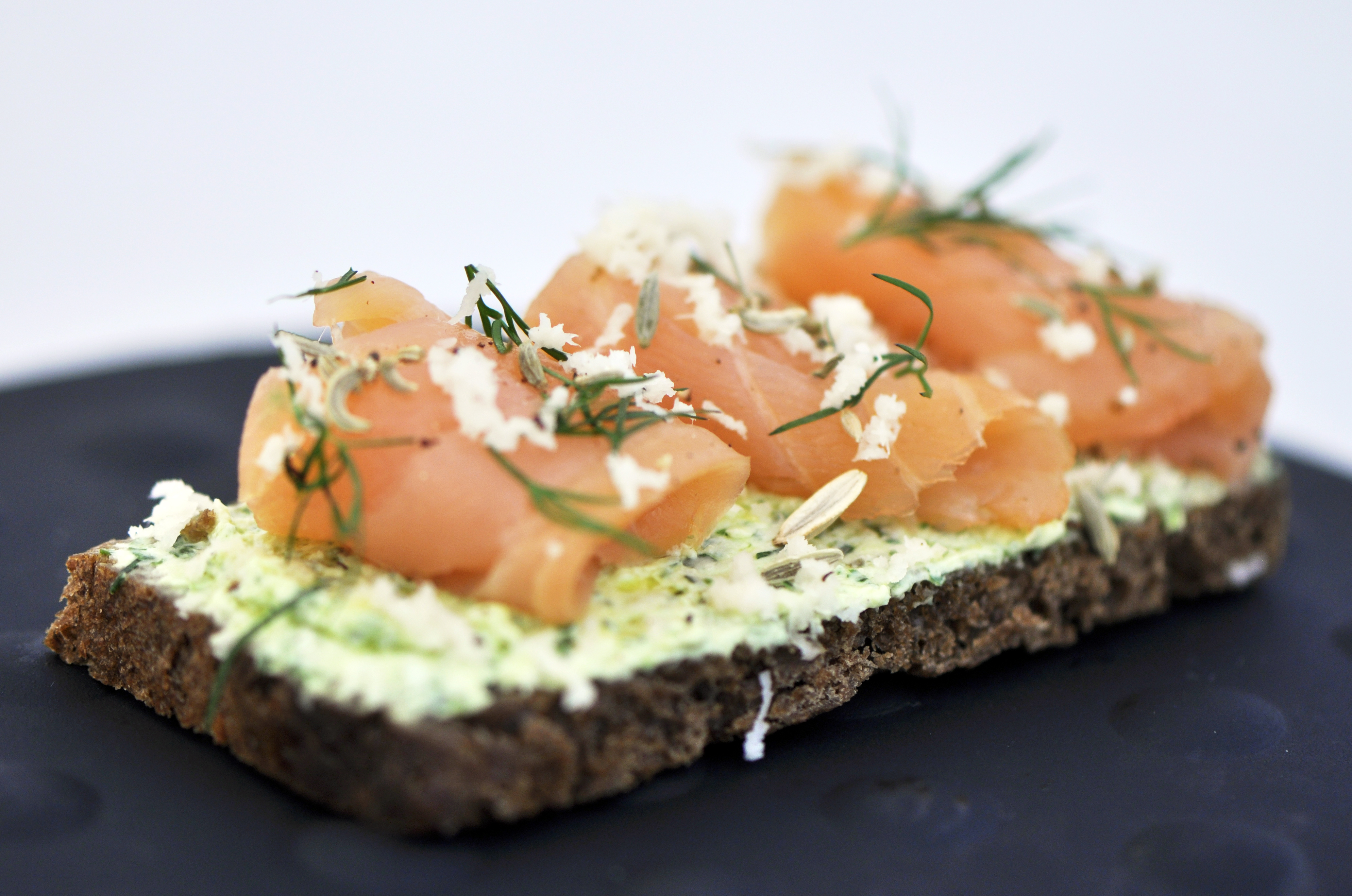
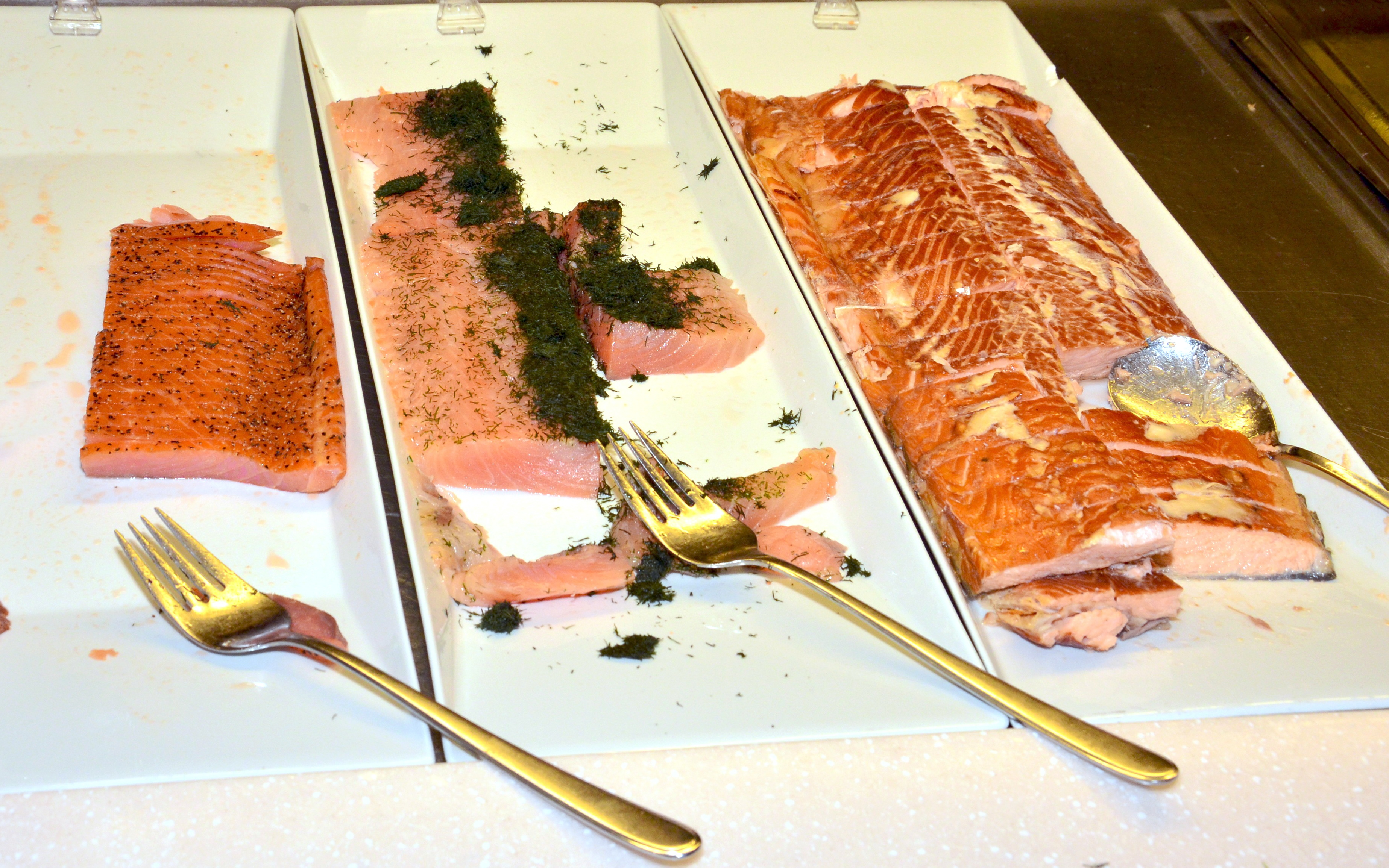
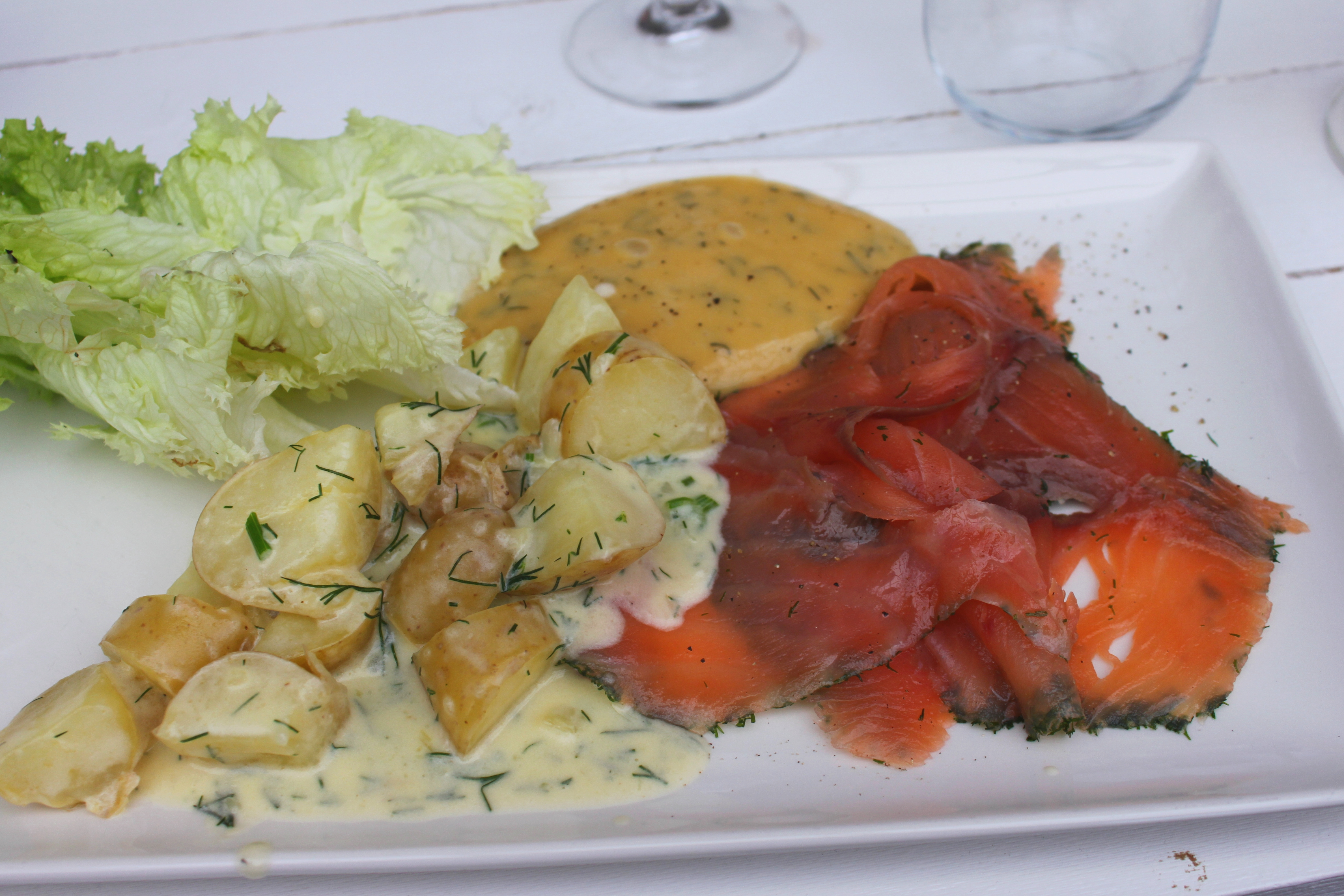

Au Moyen Âge, les pêcheurs scandinaves préparent traditionnellement le gravlax en salant le saumon avec une saumure de sel de mer, puis en le faisant sécher et légèrement fermenter en l'enterrant dans des jarres dans le sable de plage de mer, à l'écart des marées.[réf. nécessaire]

## Préparation

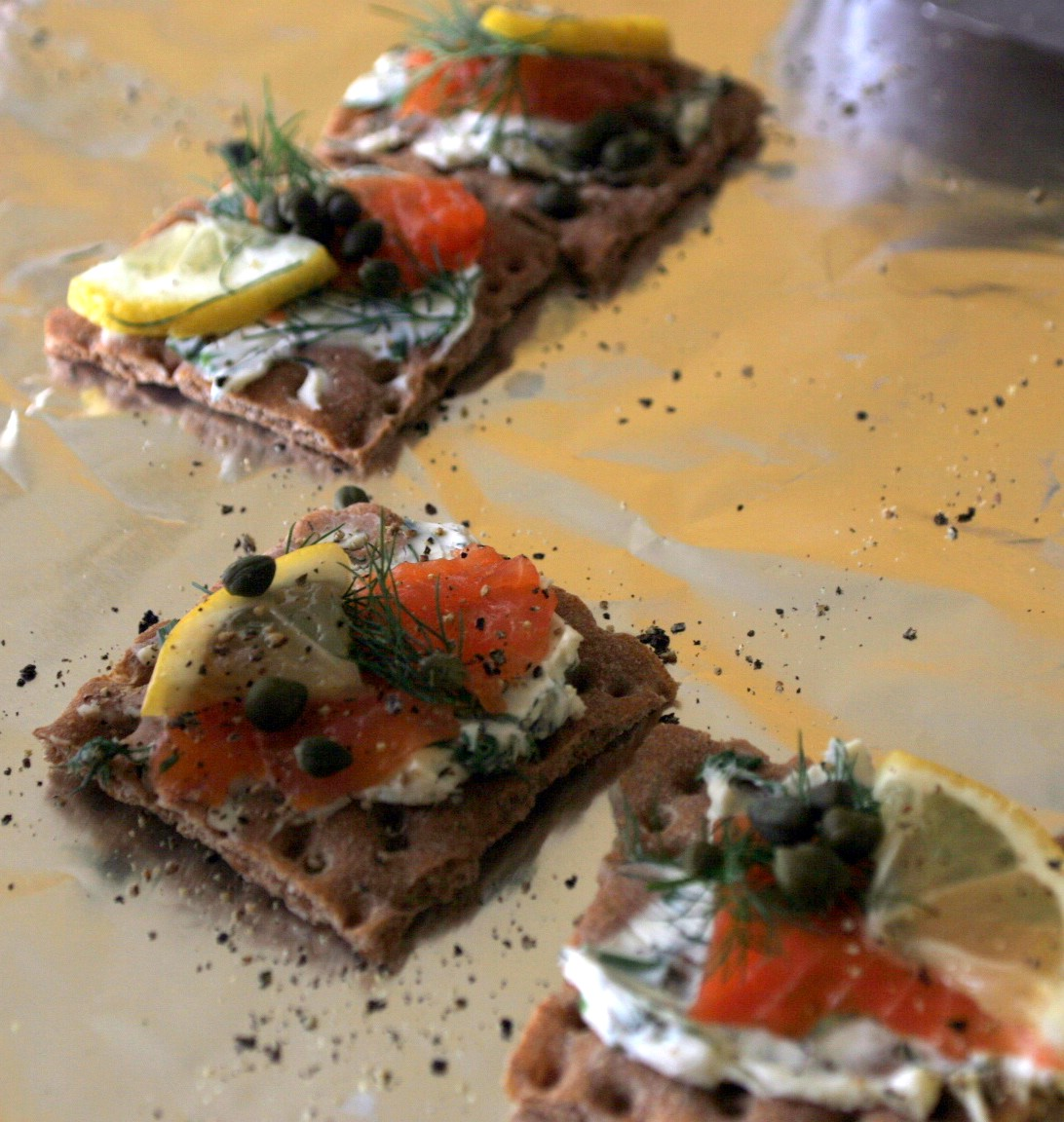
Sur pain croquant suédois, avec poivre, câpres et citron.

Le gravlax est préparé à ce jour (depuis l'invention de la réfrigération des aliments) à partir de filets de saumon cru (parfois légèrement fermentés) entre lesquels est ajoutée une marinade sèche toujours composée de sel, gros ou fin (suivant les recettes), de sucre, de poivre, et d'aneth. Diverses épices et préparations aromatiques sont ajoutées selon les recettes et les régions (purée de betteraves, aquavit ou  vodka, cognac, baies roses). La préparation est ensuite couverte de film alimentaire, pressée sous des poids pour la sécher, et conservée au froid durant deux à trois jours. L'eau qui se forme doit être ôtée toutes les huit à douze heures. Une fois marinés (ou macérés) les filets sont débarrassés de leur garniture, voir rincés, puis coupés en fines tranches, servies par exemple avec une salade de pommes de terre, ou sur des tartines de pain de campagne (ou de pain croquant suédois), avec du citron, des câpres, ou une sauce à la moutarde.

## Quelques variantes
- Fāfaru, spécialité polynésienne de poisson fermenté dans de l'eau de mer
- Fesikh, spécialité égyptienne et soudanaise de mulet fermenté
- Hákarl, spécialité islandaise de requin fermenté
- Kiviak, spécialité inuite d'oiseau fermenté
- Lutefisk, spécialité scandinave de poisson blanc séché (souvent de la morue, ou de la lingue blanche)
- Nuoc-mâm, garum, pissalat, recettes de poisson fermenté d'autres régions du monde
- Maatje ou hollandse nieuwe, spécialité de hareng en caque néerlandaise
- Surströmming, spécialité suédoise à base de hareng fermenté
- Rakfisk, spécialité de l'est de la Norvège de poisson fermenté